# Vincenzo Di Nanna
Vincenzo Di Nanna (13 novembre 1896 – 12 maggio 1965) è stato un ingegnere e politico italiano.
Fu tra i principali esponenti dell'architettura razionalista all'Aquila mettendosi in luce già nel 1926 con il progetto di ricostruzione del convento di San Filippo e la sua trasformazione in Palazzo del Littorio, il primo lavoro di rinnovamento urbanistico messo a punto dal carismatico podestà Adelchi Serena. Successivamente collabora a più riprese con l'architetto aquilano Mario Gioia, con cui nel 1932 redige il progetto di demolizione della chiesa di Santa Caterina Martire per la realizzazione del mercato coperto, poi sventato dallo stesso podestà Serena.

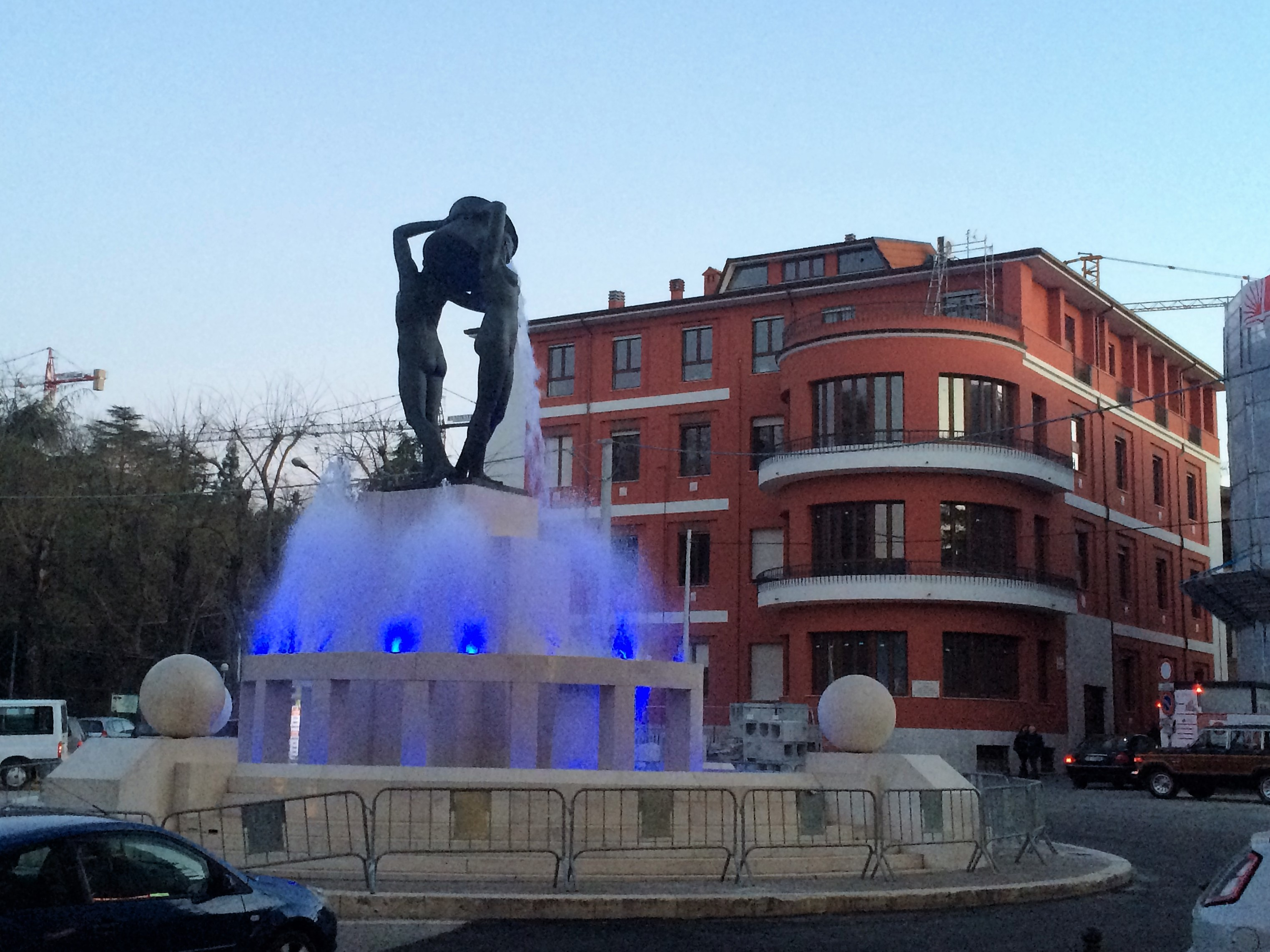
Palazzo Leone e Fontana luminosa a L'Aquila, ingresso al corso Vittorio Emanuele

Nel 1933, sempre con l'architetto Gioia, progetta per la famiglia Di Sabbato la realizzazione di un importante palazzo a monte di corso Vittorio Emanuele, davanti alla Fontana luminosa; l'edificio, noto come Palazzo Leone, verrà poi inglobato in un sistema di propilei con la prospiciente Casa del Combattente dell'ingegnere romano Achille Pintonello.
Nel 1940 diventa podestà sostituendo alla carica l'avvocato Gianlorenzo Centi Colella. Durante la sua amministrazione contesta la scelta del cambio di nome della città — da «Aquila degli Abruzzi» a «L'Aquila» — voluta dal suo predecessore, fino ad arrivare nel 1942 a chiedere inutilmente al cavaliere Serena d'intervenire nella questione.